# The Dears
The Dears — канадская инди-рок-группа, образована в 1995 году в Монреале.

## Состав
Состав группы очень часто менялся, однако главным членом команды всегда оставался её основатель и фронтмен Murray Lightburn. Группа неоднократно выступала в абсолютно разных составах. Двое новых участников — Lisa Smith и Laura Wills из группы Pony Up были официально заявлены как члены The Dears в сентябре 2008 года.

## История
Группа сформировалась в 1995 году. Через 5 лет вышел их дебютный альбом — End of a Hollywood Bedtime Story (2000). В 2001—2002 годах издаётся мини-диск Orchestral Pop Noir Romantique and Protest вместе с коллекцией ранее неизданных песен — Nor the Dahlias. В 2003 году группа выпускает свой второй студийный альбом No Cities Left и дают несколько концертов, благодаря которым начинает распространяться их международная популярность. The Dears активно гастролируют по Канаде, Америке, Европе, Японии и Австралии в поддержку альбома No Cities Left. Затем возвращаются в студию и приступают к записи нового материала. Третий студийный альбом группы под названием Gang of Losers увидел свет 29 августа 2006 года. The Dears выступали на разогреве у Sloan, The Tragically Hip, Keane и Morrissey. Их музыку можно описать как нечто среднее между The Smiths, Serge Gainsbourg и Joy Division с вокалом Lightburn. 10 июля 2007 года альбом группы Gang of Losers был номинирован на Polaris Music Prize.

## Участники группы

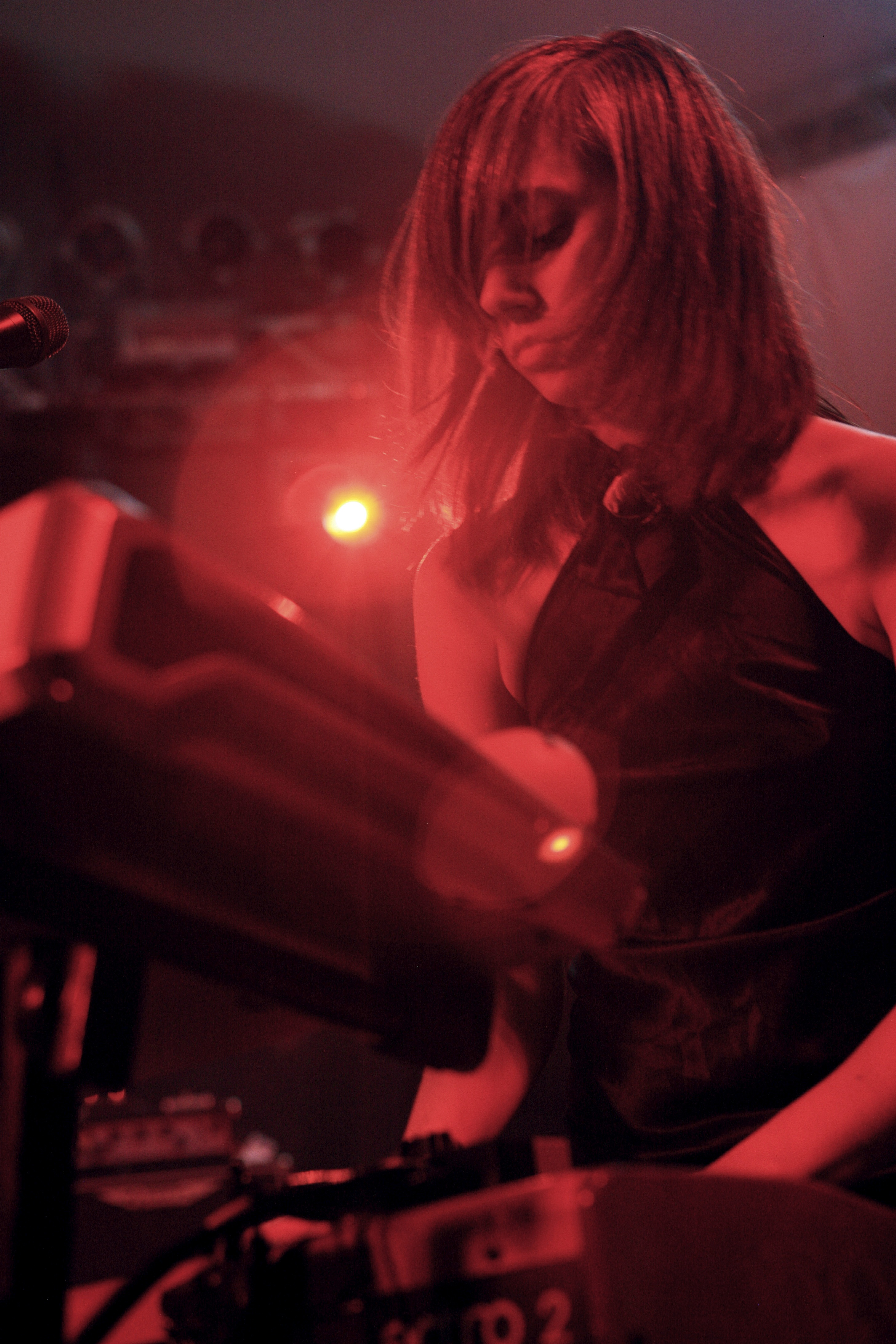
Natalia Yanchak выступает на South by Southwest.

### Участники группы в настоящий момент
- Murray Lightburn (since 1995)
- Natalia Yanchak (since 1998)
- Patrick Krief (2003—2008, since 2010)
- Rob Benvie (2002—2003, since 2009)
- Roberto Arquilla (1997—2000, since 2010)
- Jeff Luciani (since 2010)

### Бывшие члены группы
- Richard MacDonald (1995—1998)
- John Tod (1995—2000)
- Andrew White (1995—1998)
- Brigitte Mayes (1999—2002)
- Jonathan Cohen (1999—2002)
- Joseph Donovan (2003, touring guitar player)
- Valérie Jodoin Keaton (2002—2007) — keyboards
- Martin Pelland (2001—2007)
- George Donoso (2001—2008)
- Lisa Smith (2008—2009, touring bass player)
- Yann Geoffroy (2008—2009, touring drummer, keyboards)
- Jason Kent (2008—2009, touring guitar, vocals, keyboards)
- Christopher McCarron (2008—2009, touring guitar player)
- Laura Wills (2008—2009, touring keyboards, vocals)

## Дискография

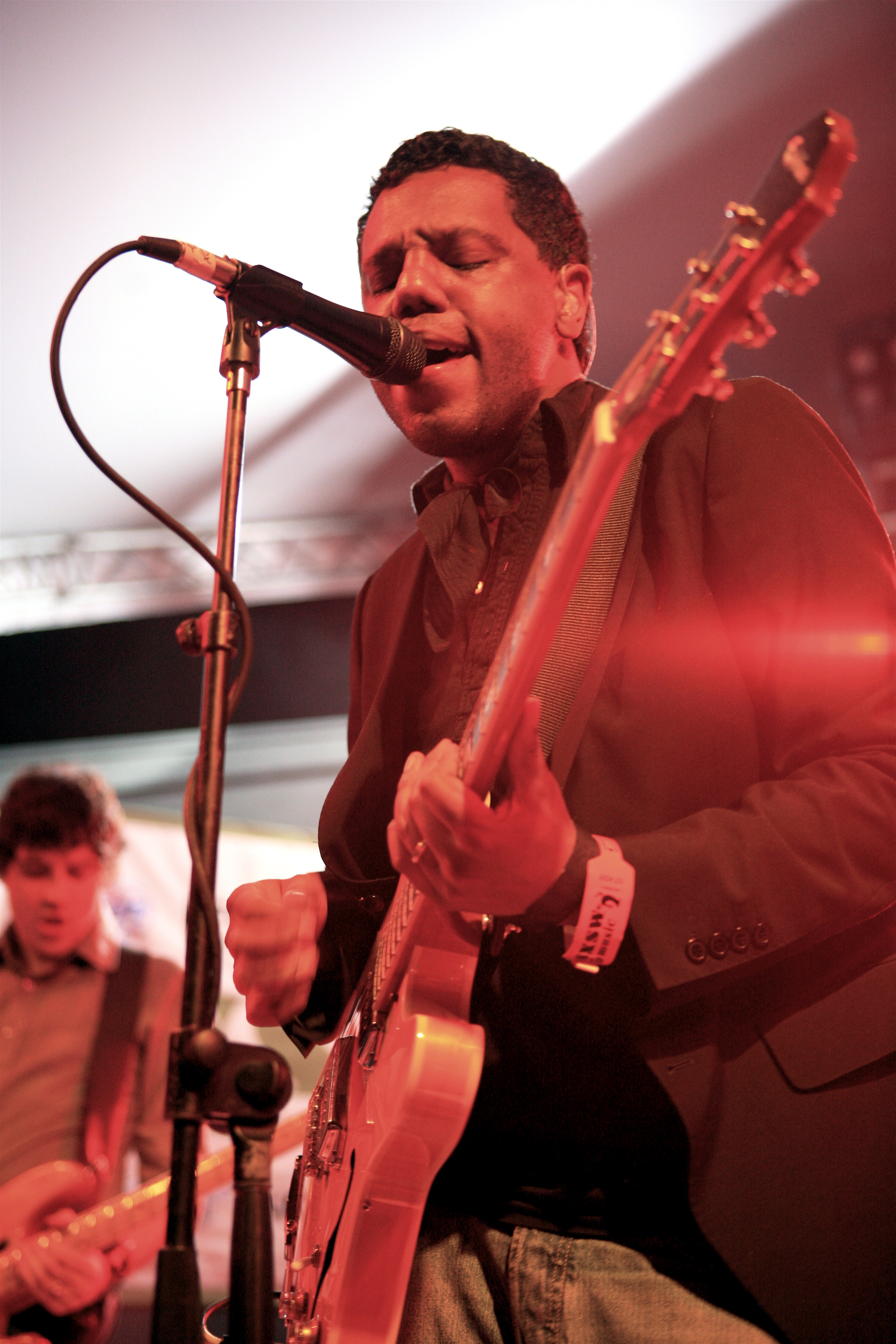
Murray Lightburn выступает на South by Southwest.

### Студийные альбомы
- 2000: End of a Hollywood Bedtime Story
- 2003: No Cities Left (#127 UK)
- 2006: Gang of Losers (#52 CAN) (#77 UK)
- 2008: Missiles
- 2011: Degeneration Street (#37 CAN)
- 2015: Times Infinity Volume One

### EPs
- 2001: Orchestral Pop Noir Romantique
- 2002: Protest
- 2009: iTunes Live from Montreal

### Компиляции
- 2001: Nor the Dahlias: The Dears 1995-1998

### Альбомы живых выступлений
- 2004: Thank You Good Night Sold Out
- 2007: Instant Live: El Rey Theatre — Los Angeles, CA, 05/24/05
- 2007: Instant Live: Magic Stick — Detroit, MI, 06/05/05
- 2007: Instant Live: Paradise Rock Club — Boston, MA, 06/12/05
- 2012: The Dears Live at Pasagüero — Mexico City, Mexico, 2010 (digital only, released by Arts & Crafts Mexico)

### Синглы
- 2004: «We Can Have It»
- 2004: «Lost in the Plot»
- 2005: «22: The Death Of All The Romance»
- 2006: «Ticket to Immortality»
- 2006: «Whites Only Party»
- 2007: «You and I Are a Gang of Losers»
- 2008: «Money Babies»
- 2010: «Omega Dog»
- 2011: «Thrones»